# Deutsches Turnfest 1913

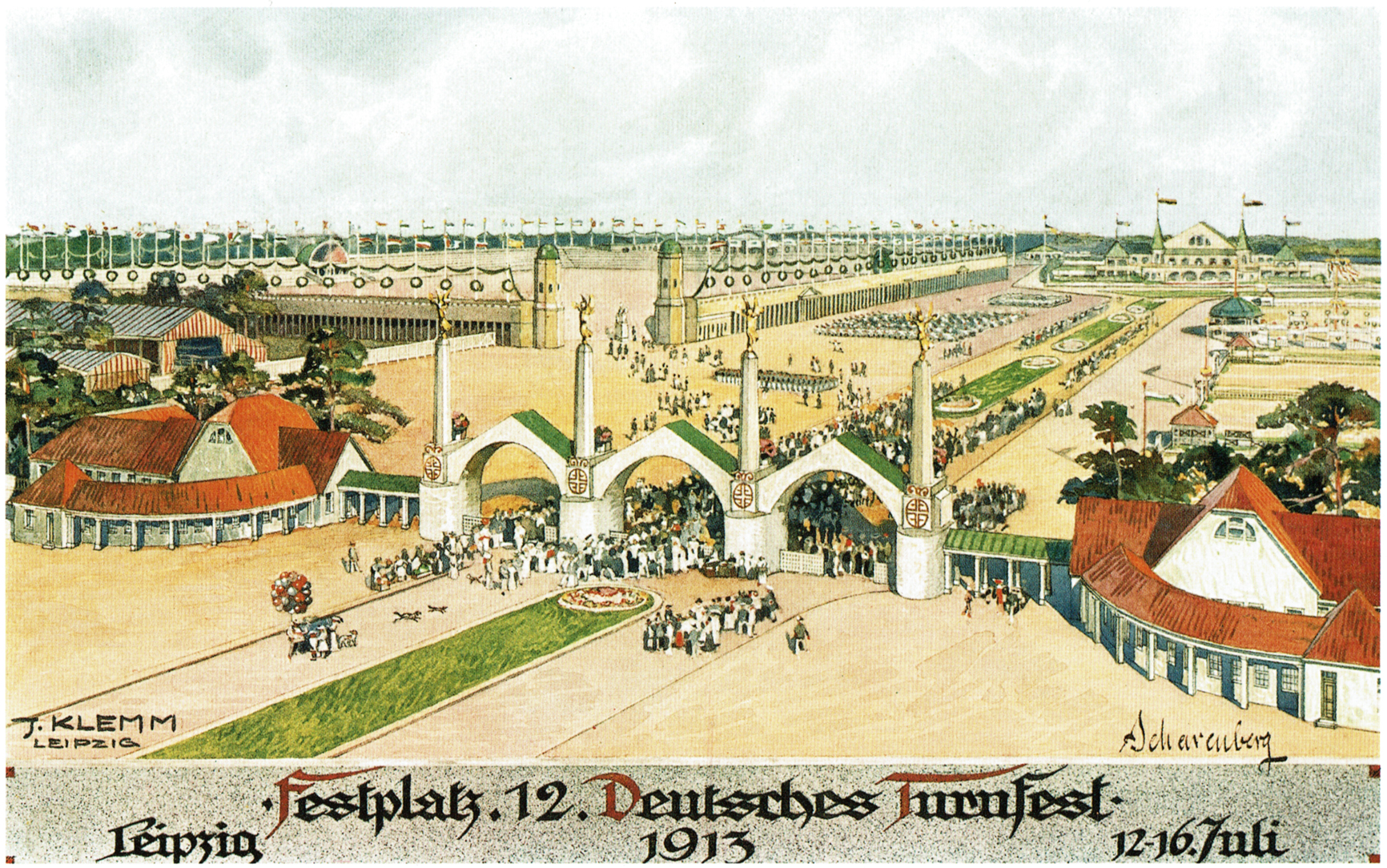
Ansicht des Festplatzes

Das 12. Deutsche Turnfest fand mit etwa 62.500 teilnehmenden aktiven Turnern vom 12. bis 16. Juli 1913 in Leipzig statt. Anlass waren der 100. Jahrestag der Völkerschlacht und das 50-jährige Gedenken an das 3. Allgemeine Deutsche Turnfest 1863 am gleichen Ort.

## Allgemeine Vorgeschichte und Planung
Bereits beim Abschluss des 11. Deutschen Turnfestes 1908 in Frankfurt am Main wurde unter den Teilnehmern allgemein der Wunsch geäußert, die nächste Veranstaltung in Leipzig stattfinden zu lassen. Am 15. April 1910 wurde in der Deutschen Turnzeitung berichtet, dass sich die Stadt Leipzig bereit erklärt hat, das Fest abzuhalten. Der Ausschuss der Deutschen Turnerschaft legte sich bei einer Sitzung am 22. und 23. Juli 1910 in Straßburg endgültig auf Leipzig fest. Hauptanlass war der 100. Jahrestag der Völkerschlacht, daneben wollte man auch an das 50 Jahre zuvor in der Stadt durchgeführte 3. Allgemeine Deutsche Turnfest erinnern. Bereits 1879 wurde im Vorfeld des 5. Deutschen Turnfestes – ebenfalls in Frankfurt am Main stattfindend – eine Deutsche Turnfestordnung festgelegt, ein überarbeiteter Neuentwurf wurde erstmals für die Veranstaltung in Leipzig angewendet. Im Sommer 1910 begannen die ersten Vorbereitungen für das 12. Deutsche Turnfest. Unter der Leitung von Ferdinand Goetz, dem damaligen Vorsitzenden der Deutschen Turnerschaft, wurde ein vorbereitender Ausschuss gegründet, um mit der Stadt Leipzig die nächsten Schritte zu besprechen. Festturnwart war Rudolf Witzgall.
Die 36 der Deutschen Turnerschaft angehörigen Leipziger Turnvereine erklärten sich bereit, das Fest mit Unterstützung der Stadt auszurichten. Aus städtischen Vertretern und Mitgliedern der Leipziger Turnerschaft wurden etwa ein Jahr vor Beginn des Festes ein Hauptausschuss und mehrere untergeordnete Fachausschüsse gebildet. Einer der drei Vorsitzenden des Hauptausschusses war der damalige Vorsteher der Leipziger Stadtverordneten und spätere Oberbürgermeister Karl Rothe.
In fachlicher Hinsicht gab es den Bauausschuss (Vorsitz Julius Zeißig), den Empfangs- und Verkehrsausschuss, den Finanzausschuss, den Ordnungsausschuss, den Pressausschuss (verantwortlich für alle offiziellen Veröffentlichungen, u. a. für Plakate, das Festbuch, die Festzeitung und Festpostkarten), den Turnausschuss, den Turnfahrtenausschuss, den Ausschuss für festliche Veranstaltungen, den Wirtschaftsausschuss und den Wohnungsausschuss.

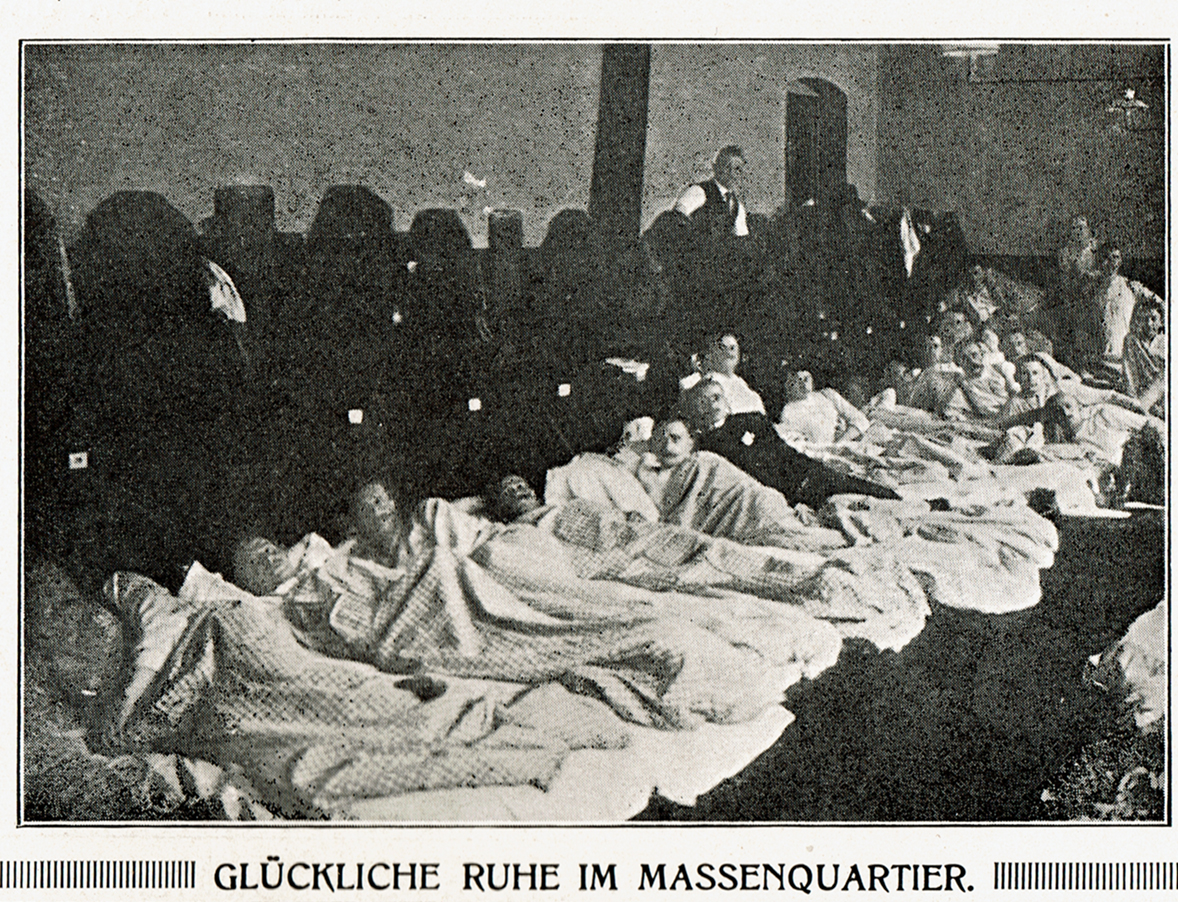
Massenquartier

Für die Unterbringung der teilnehmenden Turner wurden Quartiere in Bürgerhäusern und auch in Villen bereitgestellt. Die Massenquartiere waren in Schulen untergebracht, zu diesem Zweck wurden die örtlichen Schulferien vorverlegt. Leipzig war in 30 sogenannte Quartierbezirke eingeteilt, wobei darauf Wert gelegt wurde, dass Mitglieder einzelner Turnvereine innerhalb eines Quartierbezirkes untergebracht waren, um den reibungslosen Ablauf und die die Teilnahme an gemeinsam besuchten Veranstaltungen zu gewährleisten. Auf den ausgegebenen Karten mit den Unterkünften waren die am nächsten gelegenen Straßenbahnlinien und -haltepunkte mit angegeben. Die Teilnehmergebühr betrug zwischen 1,50 und sechs Mark.
Vor dem offiziellen Beginn des Turnfestes fanden am 22. Juni sowie am 6. und 10. Juli jeweils Probeturnveranstaltungen statt, die letzteren beiden mit begleitenden abendlichen Konzerten. Einen Tag vor der Eröffnung wurde in der auf dem Festgelände befindlichen 16. Bürgerschule Leipzigs eine durch den Preßausschuss organisierte und kostenlos zugängliche Turnausstellung eröffnet. Für diese Ausstellung, in der schriftliche Quellen zur deutschen Turngeschichte sowie historische Turngeräte ausgestellt wurden, erschien ein separater Katalog.
Das Festplakat entwarf der Münchener Künstler Hans Treiber, für die Gestaltung des Einbandes und des Titelblattes der Festzeitung sowie der Teilnehmerkarte konnte Bruno Héroux gewonnen werden.

Festkarte, Festplakat und eine Auswahl aus Postkarten
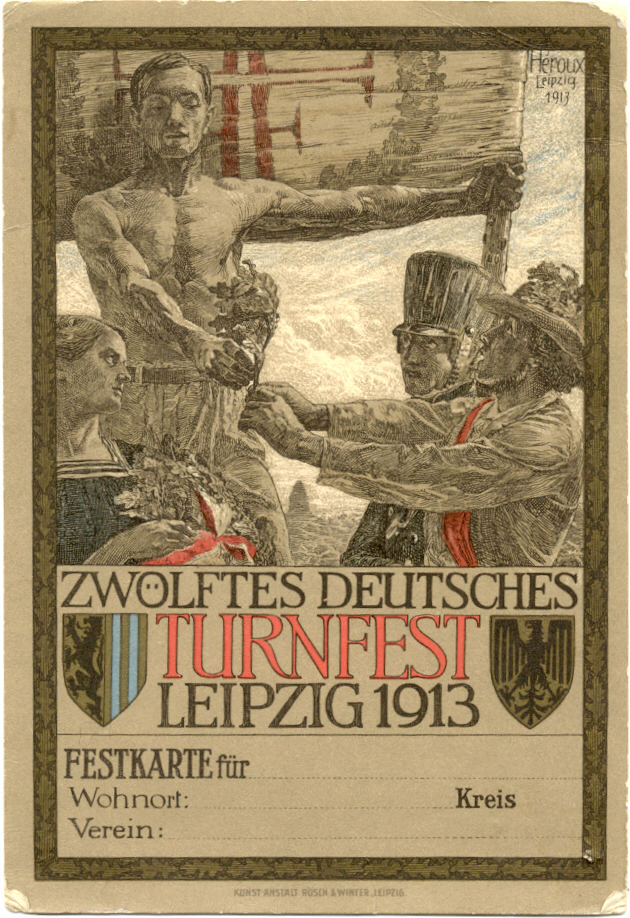
Festkarte
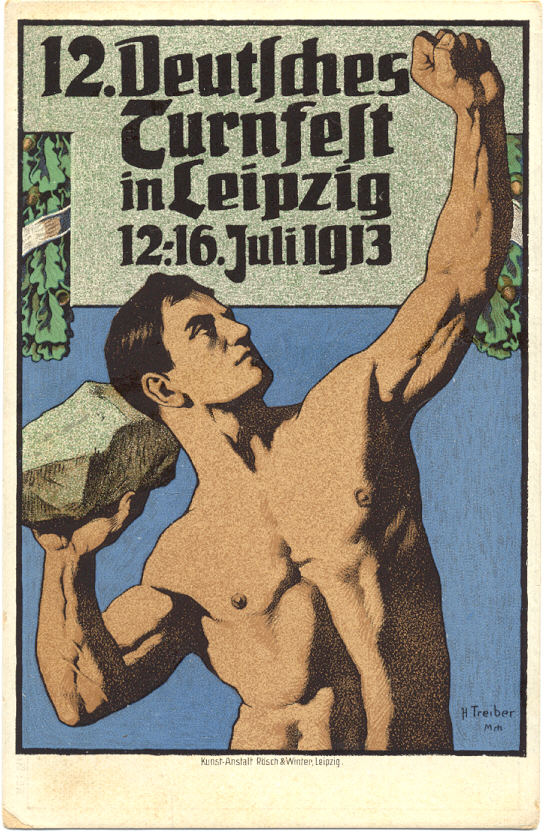
Festplakat (als Postkarte gedruckt)
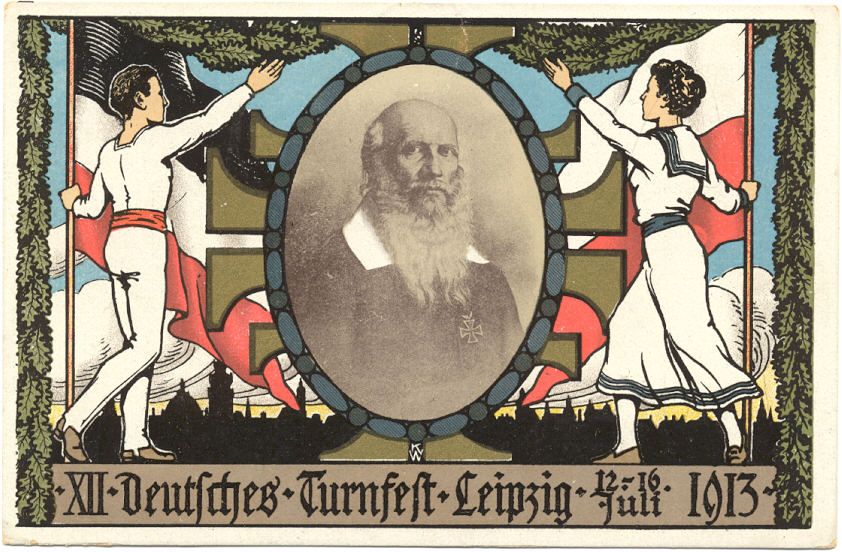
Postkarte
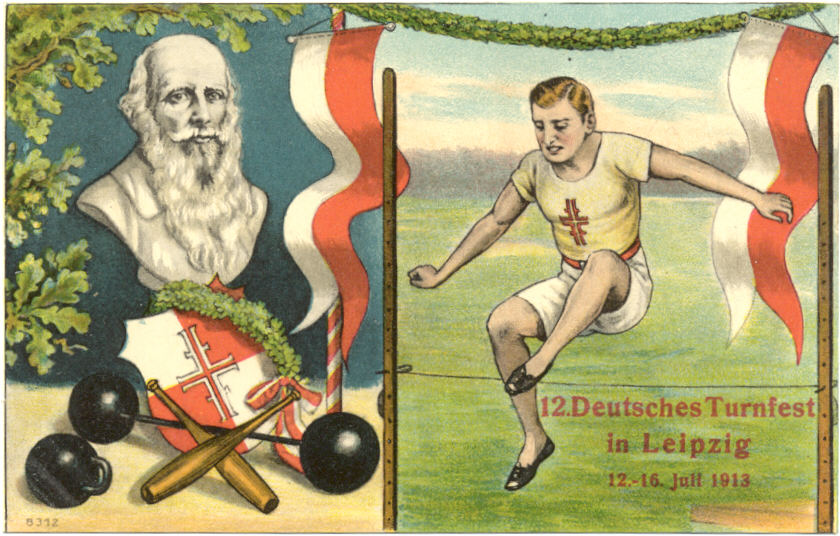
Postkarte
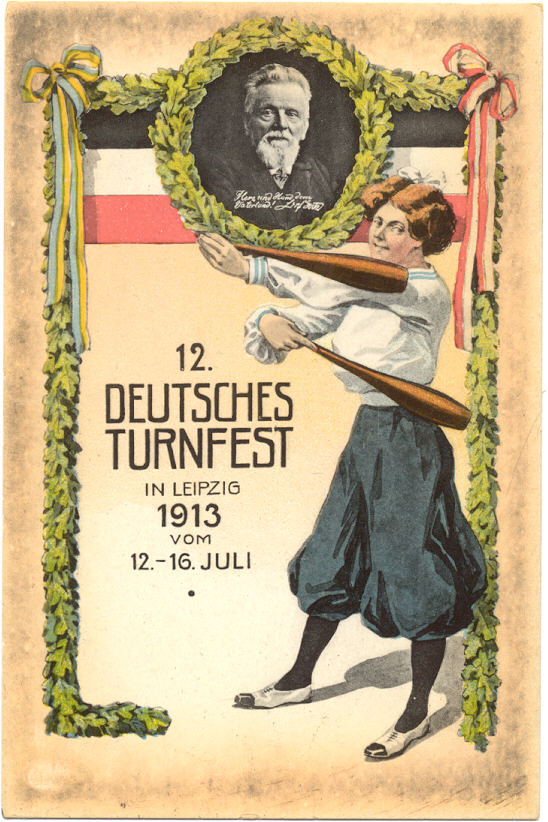
Postkarte
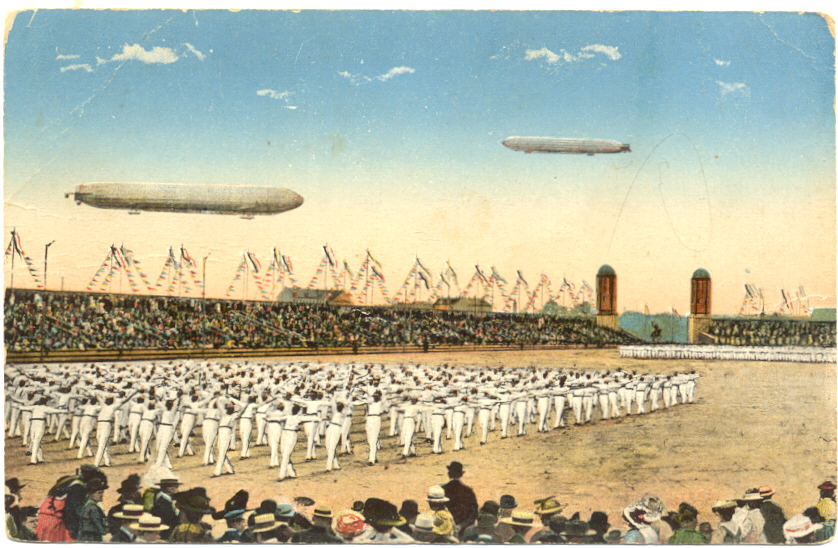
Postkarte
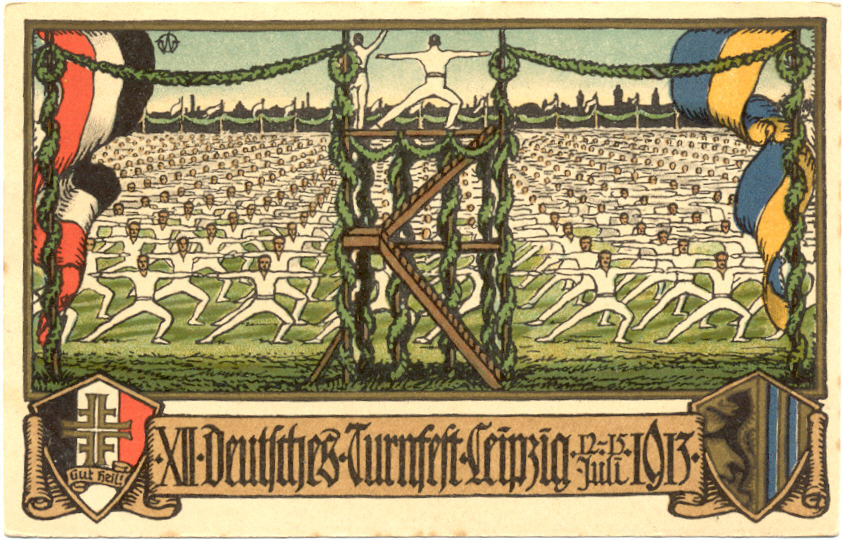
Postkarte

## Festplatz

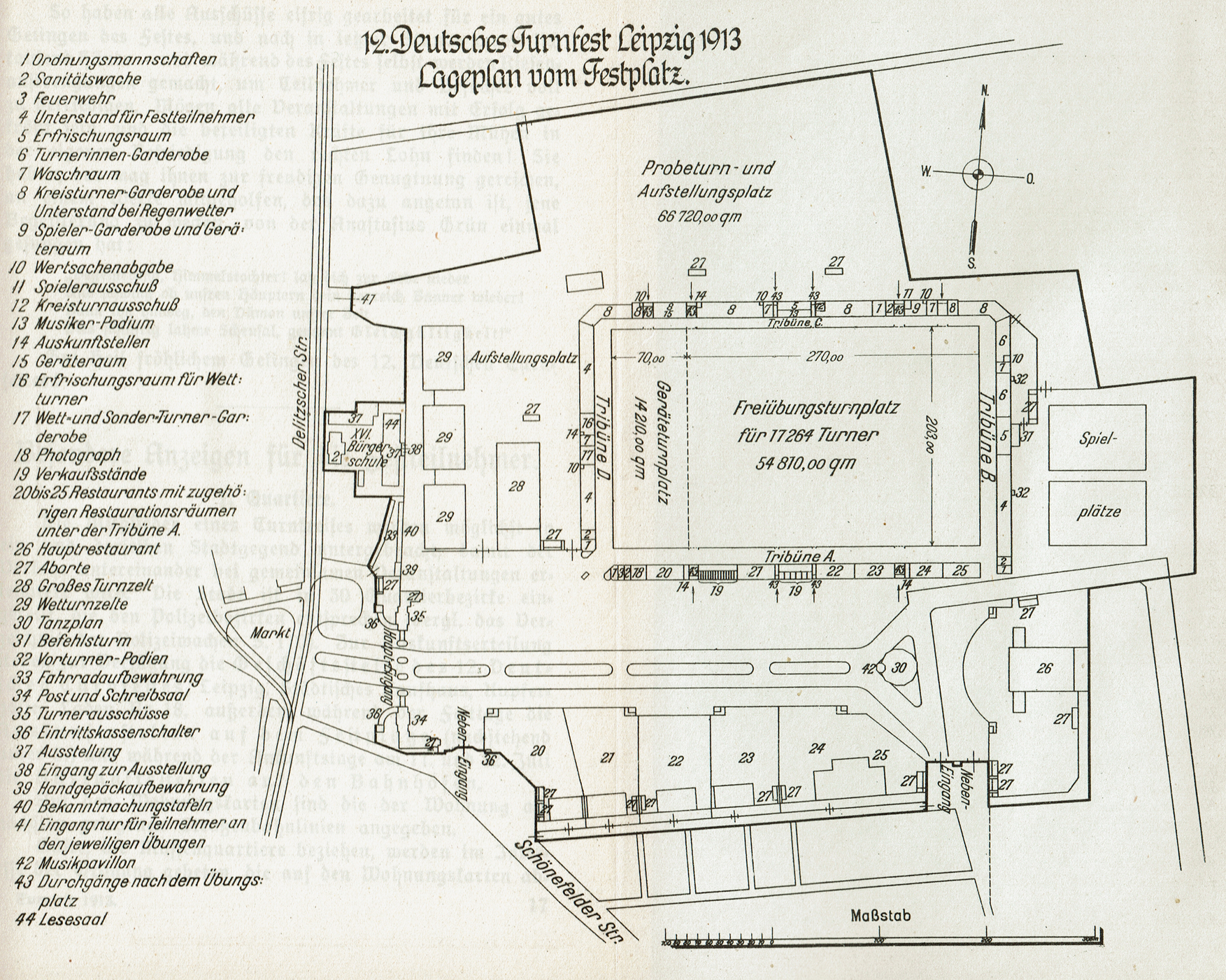
Lageplan des Festplatzes

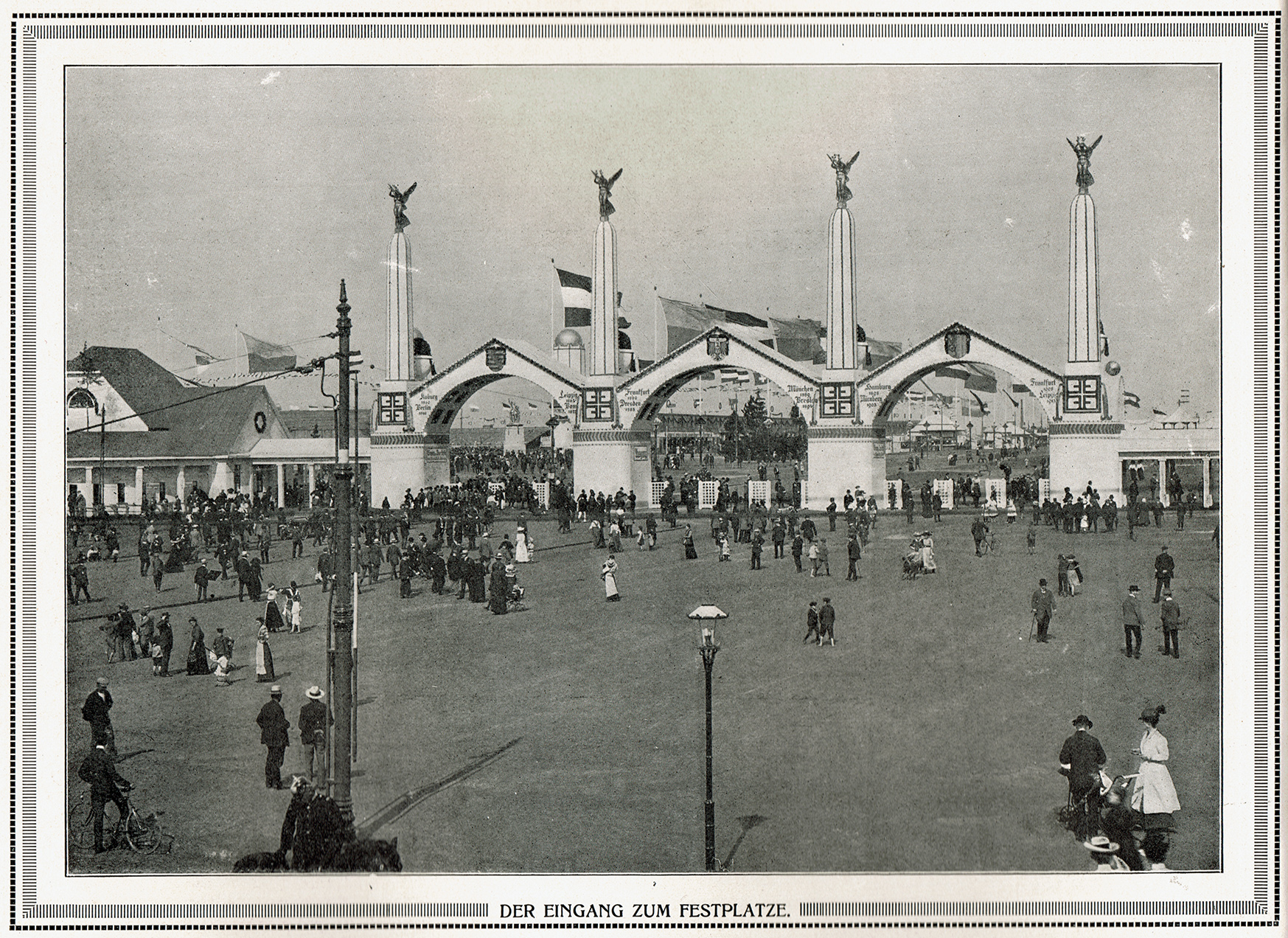
Blick auf den Haupteingang

Zunächst fasste man als Turnfestareal die Fläche nordwestlich des damals im Bau befindlichen Völkerschlachtdenkmals (heute Wilhelm-Külz-Park und große Teile des Alten Messegeländes) ins Auge. Das Gelände hatten sich allerdings schon die Organisatoren der Internationalen Baufach-Ausstellung gesichert. Ebenfalls in die engere Auswahl kamen der Messplatz an den Frankfurter Wiesen (heute Jahnallee, Ecke Friedrich-Ebert-Straße) sowie der Sportplatz Leipzig. Da diese Flächen aber als zu klein erachtet wurden, beschloss man am 26. September 1910, das größtenteils städtische Gelände der 1909 stattgefundenen Landwirtschaftlichen Ausstellung in Eutritzsch mit einer Fläche von 407.200 Quadratmetern weiterzunutzen. Die zu diesem Zeitpunkt als Ackerland verpachtete Fläche befand sich an der Delitzscher Straße, heute etwa auf Höhe zwischen Schönefelder und Friedhofstraße. Von der Innenstadt aus war das Areal mit der Straßenbahn zu erreichen, die dafür etwa 25 Minuten benötigte.
1912 besuchten Vertreter der Leipziger Organisatoren das Sokolfest in Prag und Olympische Sommerspiele in Stockholm. Inspiriert von diesen Erfahrungen entschied man sich, auf eine Festhalle zu verzichten und das Hauptaugenmerk auf einen großen stadionartigen Turnplatz zu richten. Für den Entwurf der gesamten Anlage sorgte der Stadtbaurat und Leiter des Hochbauamtes Otto Wilhelm Scharenberg.
Der 54 Meter breite und mehrteilige Haupteingang mit 14 Kassen befand sich östlich des Eutritzscher Marktes, zwei Nebeneingänge an der Schönefelder Straße und am heutigen Werkstättenweg, Ecke Dieselstraße. Rechts vom Haupteingang aus wurde ein Gebäude mit Räumlichkeiten für ein provisorisches Postamt mit Telegrafie- und Telefonmöglichkeiten, die Presseberichterstatter sowie den Pressausschuss errichtet, auf der linken Seite ein Gebäude für die wichtigsten Ausschüsse.

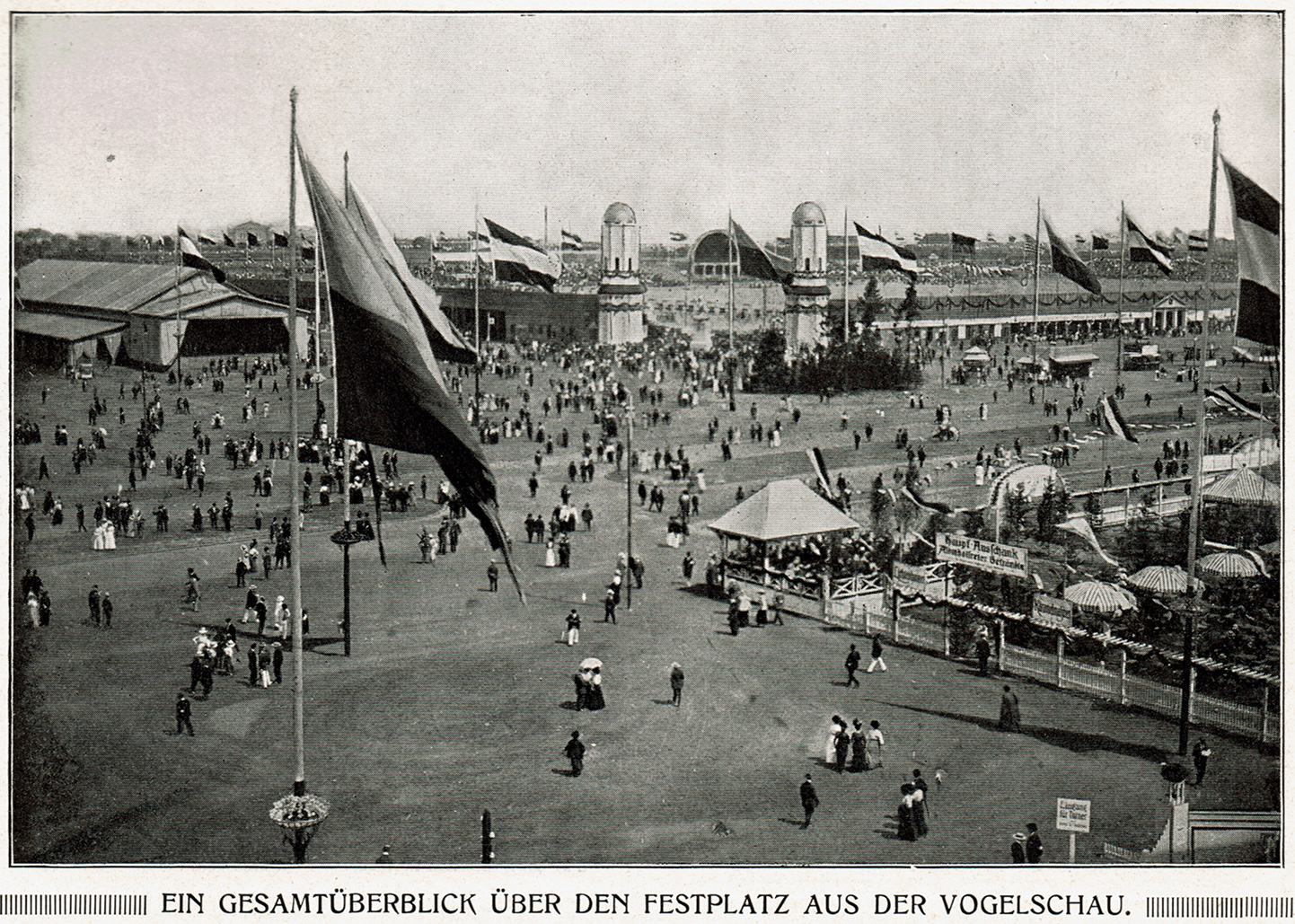
Blick auf das Festplatzgelände

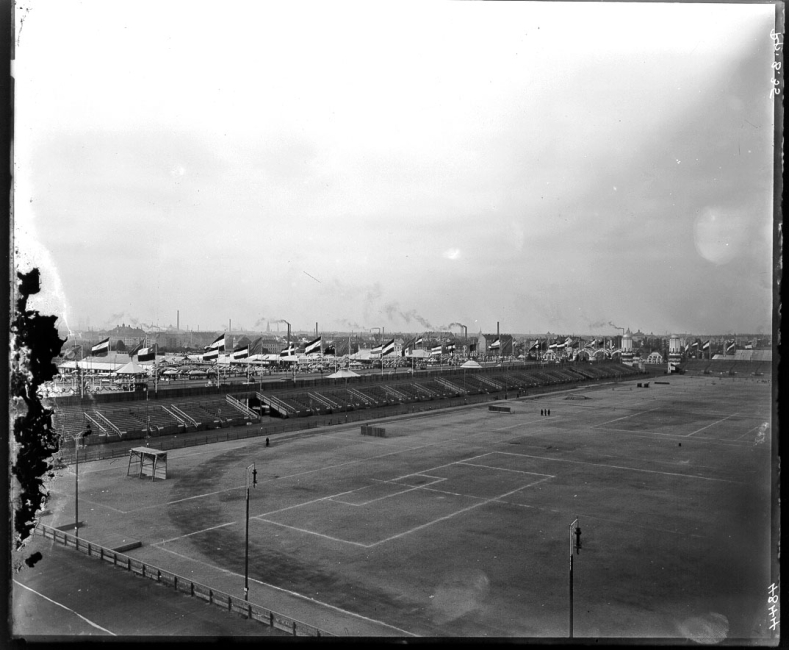
Blick auf den großen Turnplatz

Als etwa 450 Meter lange Feststraße wurde die Thaerstraße ausgebaut, die das Areal in das Turngelände und in das sogenannte Vergnügungsviertel aufteilte. Auf der rechten Seite der begrünten Feststraße befanden sich sechs Restaurants, am Ende ein Tanzplatz und das Hauptrestaurant. Auf der linken Seite befanden sich in Haupteingangsnähe drei kleinere Turnzelte mit den Maßen 40 × 60 Meter sowie das große Wettturnzelt, welches 40 × 80 Meter groß war. Der zentral gelegene 69.020 Quadratmeter große Übungsplatz war insgesamt 340 Meter lang und 203 Meter breit. Er unterteilte sich in einen kleineren Geräteturnplatz (70 × 203 Meter, 14.210 Quadratmeter Fläche) und den großen Freiübungsplatz (270 × 203 Meter, 54.810 Quadratmeter Fläche) für maximal 17.264 Turner. Die vier umlaufenden Tribünen boten Platz für etwa 60.000 Zuschauer, darunter waren mehr als 23.000 nummerierte Sitzplätze. Zwischen dem Platz und den Tribünen waren Straßen für Einmärsche und zusätzliche Zuschauerkapazitäten angelegt. Unter den Tribünen waren unter anderem Garderoben, Geräteschuppen, Wasch- und Erfrischungsräume für die Turner und Verkaufsstände untergebracht. Insgesamt war diese Anlage fast vier Mal so groß wie das Stockholmer Olympiastadion. Nördlich der großen Turnfläche war der 66.720 Quadratmeter große Probeturn- und Aufstellungsplatz zu finden, östlich noch zwei kleinere Spielplätze mit den jeweiligen Maßen 90 mal 60 Meter.
Alle Bauten wurden aus unbehandeltem und wiedervendbarem Holz konstruiert, repräsentative Gebäude wie der Haupteingangsbereich oder das Hauptrestaurant waren mit Stoffen bespannt und mit Malereien verziert.

## Sportdisziplinen und Wettkämpfe (Auswahl)

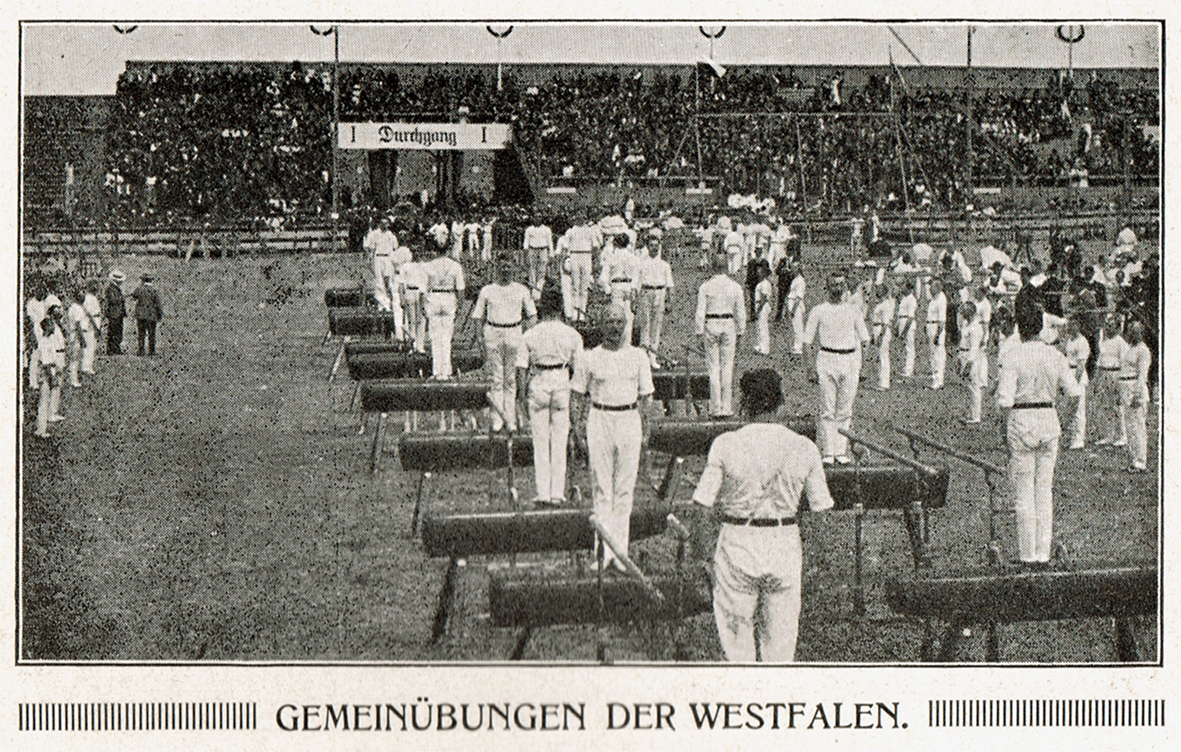
Freiübung westfälischer Turner

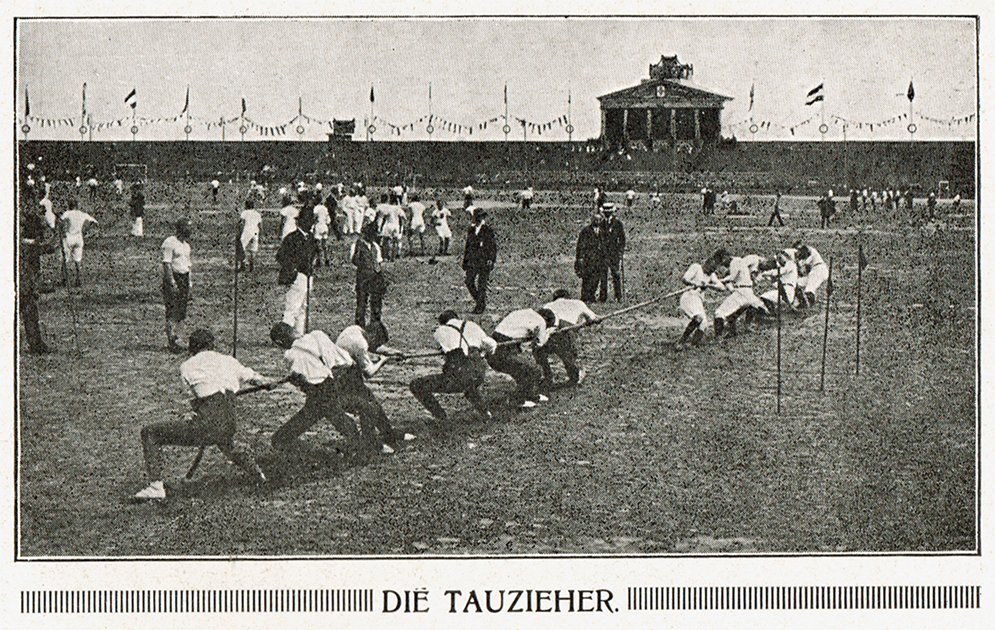
Wettbewerb im Tauziehen

- Freiübungen (Massenturnen mit und ohne Sportgeräte)
- Sechskampf (Hochsprung, Stabweitsprung, Kugelstoßen, 150-Meter-Lauf, Schnellhangeln, Freiübung)
- Zwölfkampf (Weitsprung, 100-Meter-Lauf, Ballweitwurf, mehrere Übungen an Reck, Barren, Pferd, dazu Freiübung)
- Zehnkampf im Wasser (100 Meter Freistil, 50 Meter Rückenschwimmen, 25 Meter Brustschwimmen, vier Pflicht- und drei Kürsprünge vom 1- bzw. 3-Meter-Brett)
- Eilbotenschwimmen (Staffelwettbewerb 4 × 50 Meter Freistil)
- 400-Meter-Lauf
- Weitsprung mit Anlauf ohne Brett
- Hochsprung ohne Anlauf
- Speerwurf
- Kugelstoßen
- Tauziehen
- Eilbotenlauf über 500 Meter (Staffelwettbewerb)
- Fechten
- Ringen (teilweise als Sonderwettübung der Sechs- und Zwölfkämpfer)
- Wasserball
- Sportspiele (Faustball, Schlagball, Fußball, Korbball, Barlauf, Schleuderball, Hockey, Tamburinball)
- Voltigieren[21]

## Ablauf des Turnfestes

### 12. Juli

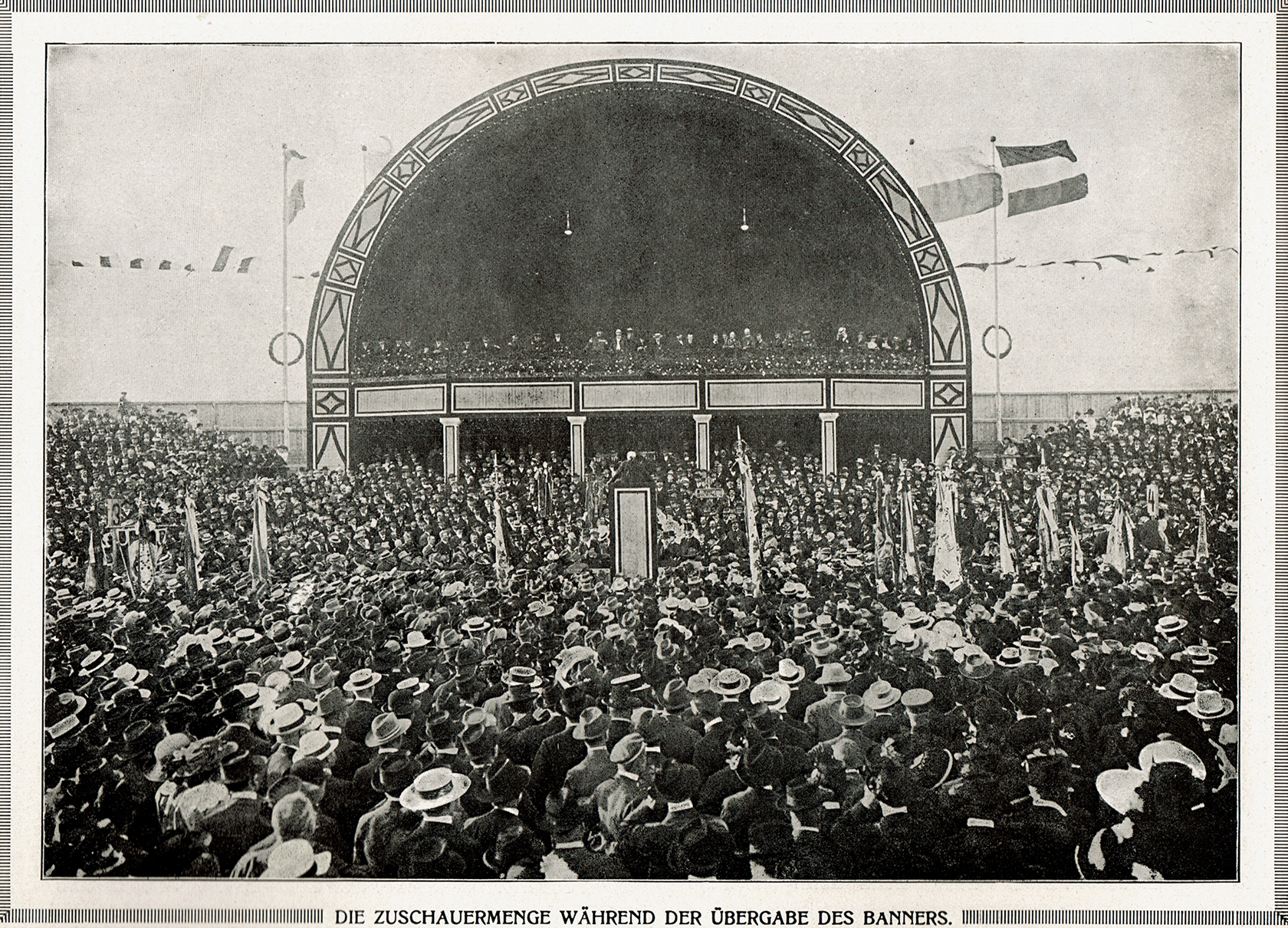
Bannerübergabe aus Frankfurt am Main

Am 12. und 13. Juli reiste die Großzahl der Turner zum Fest an, der Hauptbahnhof verzeichnete an diesen beiden Tagen 66 Sonderzüge, der Bayerische Bahnhof 15, der Eilenburger sowie die beiden Vorortbahnhöfe Plagwitz-Lindenau und Gohlis-Eutritzsch jeweils neun. An jedem Bahnhof erwartete die Turner ein Empfangskomitee, die Gäste wurden an zuvor festgelegte Plätze geführt, von dort aus wurden sie nach der Registrierung von Leipziger Turnschülern zu den Wohnquartieren geleitet.
Am Nachmittag fanden die ersten Proben zu den Freiübungen statt, in der Halle des Eutritzscher Turnvereins tagten die Kampfrichter der Veranstaltung. Ab 18 Uhr fand auf dem großen Turnplatz des Festgeländes die offizielle Begrüßungsfeier mit zahlreichen Ehrengästen statt. Die Festreden hielten u. a. Karl Rothe, Ferdinand Goetz, der sächsische Kultusminister Heinrich Gustav Beck, Theodor Lewald als Vertreter des Reichskanzlers sowie abschließend der Leipziger Oberbürgermeister Rudolf Dittrich, der das Banner der Deutschen Turnerschaft entgegennahm. Um möglichst vielen Turnern die Teilnahme an einer Eröffnungsfeier zu ermöglichen, fanden am Abend des ersten Tages in verschiedenen Leipziger Lokalitäten Begrüßungsabende statt, u. a. im Krystallpalast, im Zoologischen Garten mit Kongreßhalle, im Centraltheater oder im König-Albert-Park.

### 13. Juli

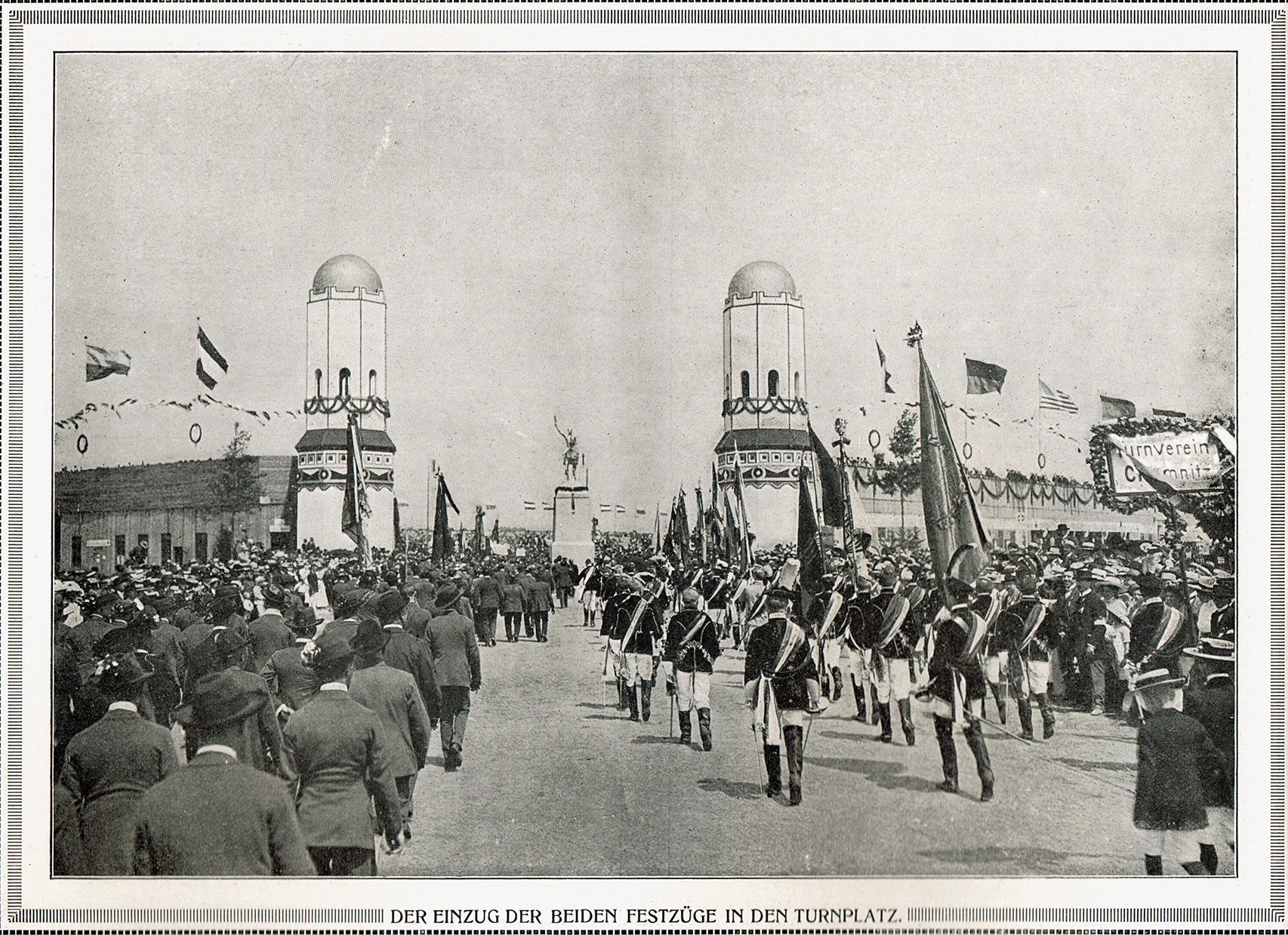
Festzug vor dem Platz

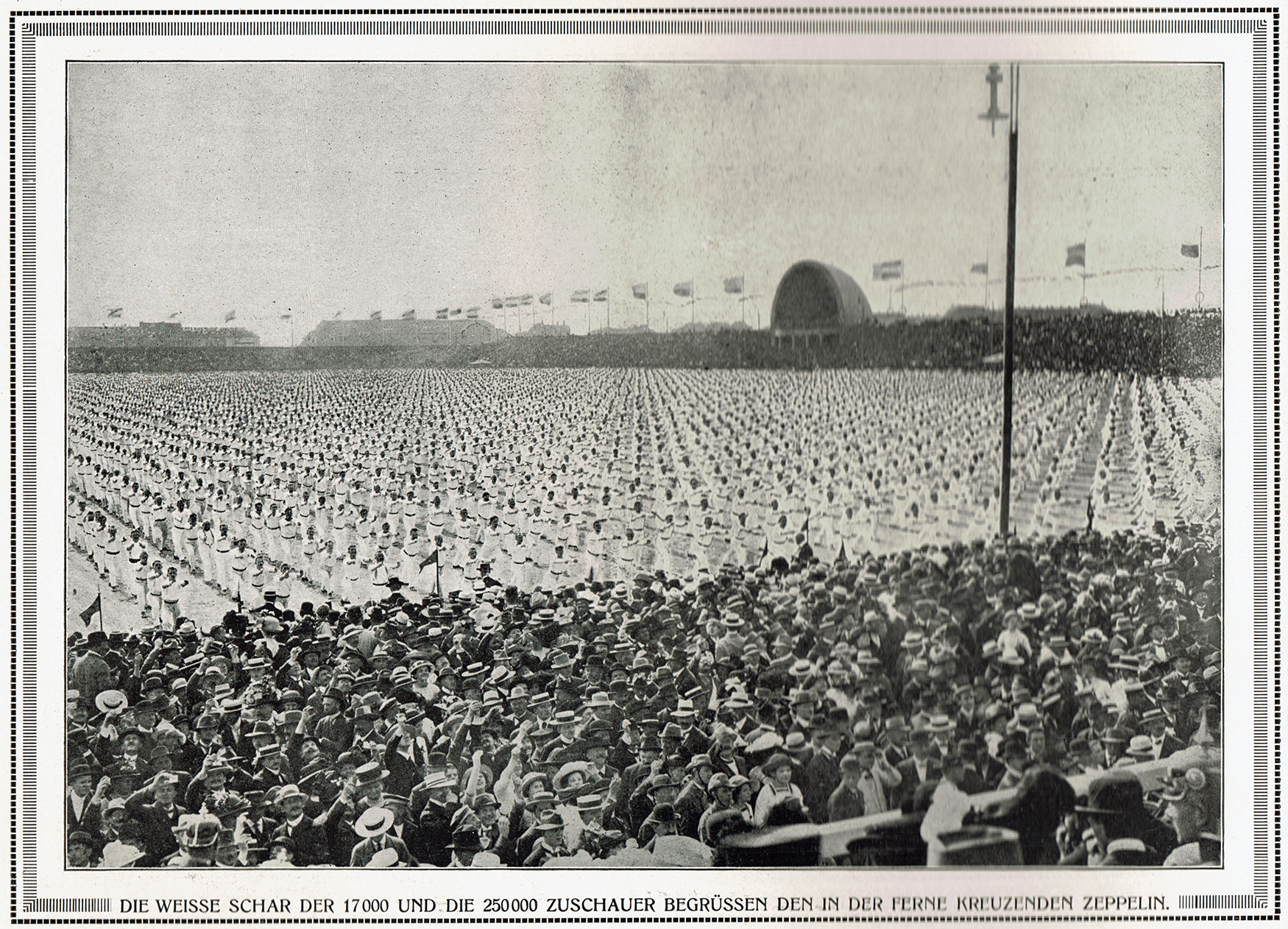
Freiübung

Am Morgen des zweiten Tages fanden in verschiedenen Kirchen der Stadt evangelische, katholische und reformierte Festgottesdienste statt. Bereits zuvor wurden ab 6 Uhr die Sechskämpfe ausgetragen. Am Vormittag setzten sich vom Ostplatz und der Fläche vor dem Reichsgericht aus zwei Festzüge in Bewegung, die vor den Augen des Herzogs von Sachsen-Coburg und Gotha Carl Eduard auf dem Markt zusammentrafen, um sich von dort aus gemeinsam auf den Weg zum Festplatz zu machen. Nach dem dortigen Empfang unter anderem durch den sächsischen König Friedrich August III. und Herzog Carl Eduard wurden durch 17.000 Turner auf dem großen Platz Massenübungen vor ca. 100.000 Zuschauern präsentiert.
Anschließend präsentierte sich der erste der 18 teilnehmenden Turnkreise (Königreich Sachsen) geschlossen mit eigenen Freiübungen, die weiteren Turnkreise folgten mit ihren Vorführungen an den nächsten beiden Festtagen. Das große Restaurant auf dem Festgelände versorgte am Festsonntag mit Hilfe von 350 Kellnern etwa 25.000 Turner und zahlreiche Besucher mit Mittagessen.

### 14. Juli bis 16. Juli

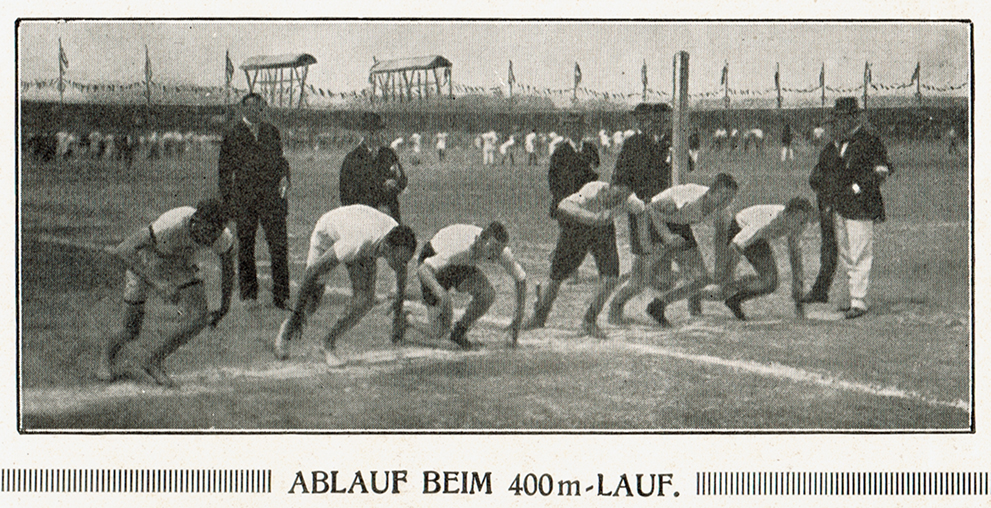
Der Start eines 400-Meter-Laufes

An diesen Tagen fielen die Entscheidungen im Zwölfkampf, Eilbotenlauf, Tauziehen, 400-Meter-Lauf, Fechten und im Ringen der Sechs- und Zwölfkämpfer. Am 14. Juli fand im Hauptrestaurant auf dem Festgelände ein Festmahl des Ausschusses der Deutschen Turnerschaft statt, an dem etwa 200 Personen teilnahmen. Am 15. Juli (nach anderer Quelle am 16. Juli) wurde am Neuen Rathaus feierlich eine Gedenktafel enthüllt, die an das 12. Deutsche Turnfest in Leipzig erinnern sollte. Am 15. Juli fanden in der Schwimm-Anstalt an der Schreberstraße das Eilbotenschwimmen und drei Wasserballspiele statt, am folgenden Tag wurde dort der Zehnkampfwettbewerb der Wassersportler ausgetragen.
Den Abschluss des Turnfestes bildeten am 16. Juli ab 18 Uhr die feierlichen Siegerehrungen sowie ein abendliches Feuerwerk.

### Allgemeines

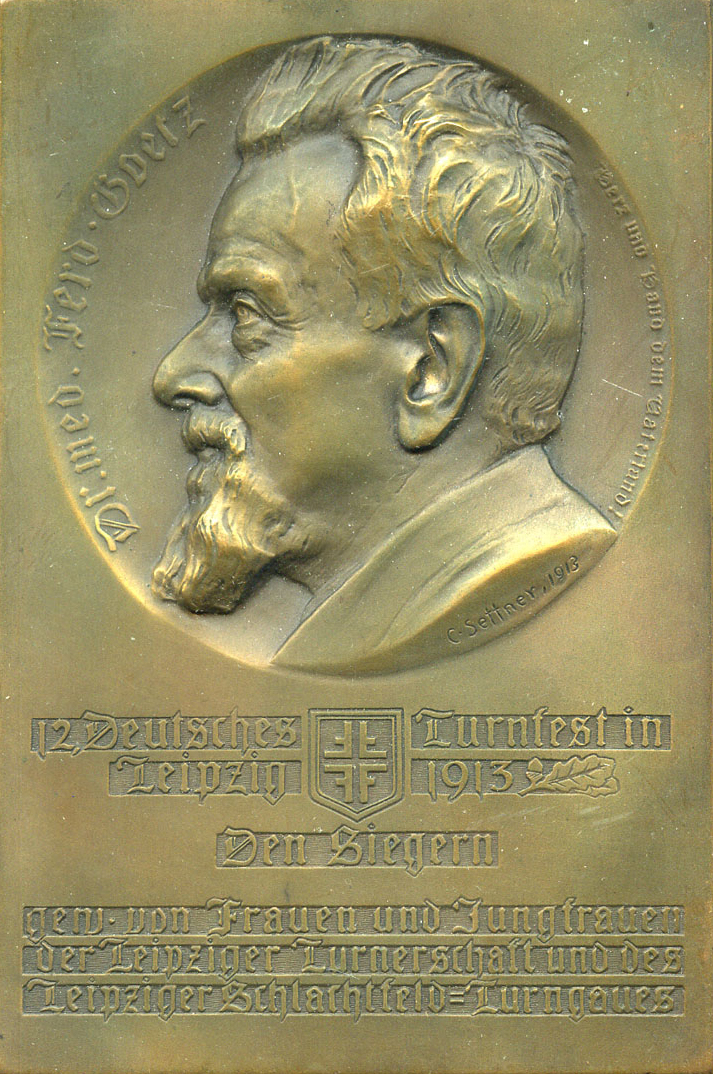
Ehrenplakette für die besten Turner

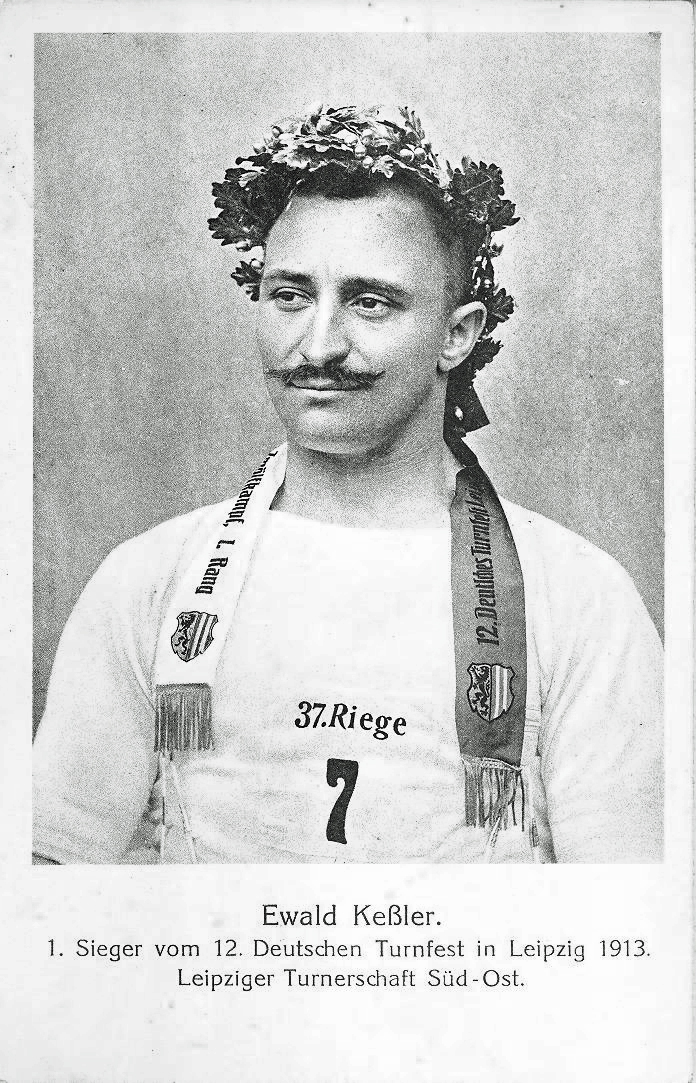
Ewald Keßler, Gewinner des Zwölfkampfes

Erstmals in der Geschichte der deutschen Turnfeste fand die feierliche Eröffnung unter freiem Himmel statt, eine zentrale Festhalle gab es nicht. An jedem Abend wurden als Abschluss auf dem Festplatz Konzerte gegeben, ebenfalls fanden täglich diverse Sondervorführungen, Gäste- und Nichtwettturnveranstaltungen in verschiedenen Disziplinen statt.
Bei den Laufdisziplinen, den Schwimmwettkämpfen und beim Seilklettern erfolgte die Zeitnahme elektrisch, dafür entwickelte der örtliche Uhrmacher Richard Müller eine Stoppuhr, die Leipziger Apparat genannt wurde. Im Rahmenprogramm wurden Rundflüge mit einem Luftschiff angeboten. Die 12. Austragung des Festes ist die erste, von der Filmaufnahmen existieren.
Wer beim Zwölfkampf 100 von maximal 150 bzw. beim Sechskampf 75 von maximal 110 Punkten erreichte, wurde zum Sieger erklärt und mit Eichenkranz und Urkunde ausgezeichnet. Die jeweils 25 Bestplatzierten wurden öffentlich auf dem Festplatz verkündet, außerdem wurden den besten Teilnehmern eine von Carl Seffner gestaltete Goetz-Plakette überreicht. Der Gewinner des Zwölfkampfes, der Leipziger Turner Ewald Keßler, wurde extra geehrt. Zudem erhielt er als Ehrengabe von der Stadt ein Buchpräsent und 300 Mark. In allen anderen Wettkämpfen erhielten die erfolgreichsten Teilnehmer eine Urkunde.
Ab dem 14. Juli bis zum Ende des Monats wurden durch die Veranstalter Turnfahrten angeboten. Der Großteil der kosten- und voranmeldepflichtigen Reisen begann nach Festende und bestand aus Tagesausflügen in die nähere und weitere Umgebung Leipzigs. Unter den 154 Turnfahrten waren aber auch mehrtägige Reisen dabei, die zur Ost- und Nordsee, in die Alpen oder nach Skandinavien führten.
Insgesamt betrug die Zahl der offiziellen Festteilnehmer 280.089 Personen, darunter 62.572 aktiv Turnende (etwa 1.200 Turnerinnen und über 61.000 Turner) mit Festkarten, 215.706 Käufer von einzelnen Eintrittskarten sowie 1.811 Dauerkarteninhaber. Die beiden Leipziger Straßenbahnen beförderten während der Festtage mehr als 1,6 Millionen Fahrgäste. Die Kosten für das Fest beliefen sich auf etwa 731.000 Mark.